# Peter W. Heermann
Peter W. Heermann (* 30. Juli 1961 in Hannover) ist ein deutscher Rechtswissenschaftler. Seit September 2000 ist er Inhaber des Lehrstuhls für Bürgerliches Recht, Handels- und Wirtschaftsrecht, Rechtsvergleichung und Sportrecht an der Universität Bayreuth.

## Leben
Nach dem Abitur am Goethe-Gymnasium in Hannover und der Ableistung des Grundwehrdienstes in Munster studierte Heermann von 1982 bis 1987 Rechtswissenschaften an der Justus-Liebig-Universität Gießen. Die Referendarzeit von 1988 bis 1991 verbrachte er – mit einer zwischenzeitlichen Beurlaubung zur Anfertigung einer 1989 abgeschlossenen Dissertation zum Wettbewerbsrecht – in Gießen, Frankfurt am Main sowie in Madison/Wisconsin (USA).
Nach dem Studium der Rechte an der University of Wisconsin (Law School Madison) wurde Heermann 1992 der Grad eines Master of Law (LL.M.) verliehen. Im Anschluss war er als wissenschaftlicher Assistent an der Juristischen Fakultät der Humboldt-Universität zu Berlin tätig, wo er sich 1997 mit einer Arbeit zum Bankvertragsrecht habilitierte. Nach Lehrstuhlvertretungen wurde Heermann an der Ludwig-Maximilians-Universität München 1999 zum Universitätsprofessor für Bürgerliches Recht und Nebengebiete (vorzugsweise Gesellschaftsrecht) ernannt.
Im September 2000 folgte Heermann einem Ruf an die Universität Bayreuth und übernahm dort den Lehrstuhl Zivilrecht VI. Zwischenzeitlich (2001–2005) war er als Richter im Nebenamt am Oberlandesgericht Nürnberg im 3. Zivilsenat, zuständig u. a. für Wettbewerbsrecht, tätig.
Seit April 2006 veranstaltete Heermann außerdem, gemeinsam mit Bayreuther Kollegen, ein DFG-Graduiertenkolleg zum Thema „Geistiges Eigentum und Gemeinfreiheit“, bis dieses nach neun Jahren 2015 auslief.
Neben seinen regulären Lehrverpflichtungen hält Heermann seit 2010 im Rahmen des berufsbegleitenden Weiterbildungsstudiengangs „MBA Sportmanagement“ an der Universität Bayreuth regelmäßig Vorlesungen zum Sportrecht. Seit 2015 ist er zudem als wissenschaftlicher Leiter eines von ihm initiierten berufsbegleitenden Weiterbildungsstudiengangs „LL.M. Sportrecht (Universität Bayreuth)“ tätig, in dem er selbst zahlreiche Lehrveranstaltungen durchführt.
Seit dem 16. Mai 2022 betreibt Heermann eine Serie namens "#Sportrecht aktuell" auf LinkedIN, in der er sich zu aktuellen sportrechtlichen Fragestellungen äußert und zusätzlich regelmäßig Beiträge zu aktuellen sportrechtlichen Themen sowie Hinweise auf eigene oder sonstige sportrechtliche Publikationen teilt.
Von Oktober 2014 bis Oktober 2018 war Heermann Vorsitzender einer Kammer des Ständigen Schiedsgerichts des Deutschen Eishockey-Bundes (DEB). Seit Dezember 2016 ist er außerdem Beisitzer in der Ethikkammer des Sportgerichts beim Deutschen Fußball-Bund (DFB).
Peter W. Heermann ist verheiratet, hat vier Kinder und lebt in Bayreuth.